# Giridih
Giridih è una suddivisione dell'India, classificata come municipality, di 98.569 abitanti, capoluogo del distretto di Giridih, nello stato federato del Jharkhand. In base al numero di abitanti la città rientra nella classe II (da 50.000 a 99.999 persone).

## Geografia fisica
La città è situata a 24° 10' 60 N e 86° 17' 60 E e ha un'altitudine di 288 m s.l.m..

## Società

### Evoluzione demografica
Al censimento del 2001 la popolazione di Giridih assommava a 98.569 persone, delle quali 51.774 maschi e 46.795 femmine. I bambini di età inferiore o uguale ai sei anni assommavano a 14.477, dei quali 7.483 maschi e 6.994 femmine. Infine, coloro che erano in grado di saper almeno leggere e scrivere erano 67.809, dei quali 38.411 maschi e 29.398 femmine.